# 投機者樂團
投機者樂團（The Ventures），是一個美國器樂搖滾樂團，由唐·威尔森（Don Wilson）和鮑勃·博格爾（Bob Bogle）創建。投機者樂團對搖滾樂的發展有著深遠影響，他們是迄今為止銷售最佳的演奏樂團，全球的累計唱片銷售紀錄已超過一億張。2008年，投機者被列入摇滚名人堂。
投機者於1959年，在塔科马成立，帶起了20世紀60年代間的電吉他風潮。雖然他們在歐美受歡迎的程度於70年代後逐漸減弱，但在日本反而大受歡迎。旅日歌手歐陽菲菲的成名曲「雨中徘徊」原曲是他們的創作，台灣早年電視布袋戲雲州大儒俠也常使用他們的作品當作配樂。愛的鼓勵的靈感，即取自他們其中一首作品中的掌聲。

## 歷史

### 形成至成名
唐·威尔森（1933年2月10日生）和鮑勃·博格爾（1934年1月16日 - 2009年6月14日）的初次相遇是在1958年。當時，鮑勃·博格爾是一名建築工人，正打算於西雅圖一家汽車經銷商購買一輛二手車，而唐·威尔森在這家父親擁有的店擔任銷售員，但業績不佳，於是唐·威尔森加入了鮑勃·博格爾的建築工作。之後，兩人發現有著共同的興趣：吉他，兩人決定共組樂隊，並至當鋪購買了兩把吉他，價格約為10美元。
這個樂隊一開始的名字是Versatones，由鮑勃·博格爾擔任主音吉他手，唐·威尔森擔任节奏吉他手。他們在太平洋西北地区的小型夜總會、啤酒屋和私人會所表演。之後，他們打算為Versatones註冊，才發現這個名字早有其他樂團使用了。在唐·威尔森的母親建議下，他們最終在1959年同意使用The Ventures這個名字。
在此同時，他們開始錄製低音質的試聽DEMO寄給西雅圖的唱片公司Dolton Records，不過都沒有回音。被拒絕後，他們決定成立自己的音樂品牌「Blue Horizon」，並曾錄製過一首演唱單曲「餅乾和可樂」（Cookies & Coke），但很快的他們就決定轉為器樂搖滾，並找來諾基·愛德華茲擔任贝斯手，Skip Moore擔任鼓手，至此樂團成型。
1960年時，鮑勃·博格爾擁有一張切特·阿特金斯的密紋唱片專輯《Hi-Fi in Focus》，唱片中有首叫做《Walk, Don't Run》的曲子，他們決定進錄音室錄下投機者的版本。而幸運的是，投機者認識在西雅圖最大廣播電台KJR的DJ帕特·奧戴，於是他們錄製的翻版因這名DJ反覆播放而爆紅。先前拒絕他們的Dolton Records，也主動電話聯絡他們發行唱片事宜。但在唱片出版前夕，Skip Moore選擇退出樂團，回家中的加油站幫忙，唱片版稅也選擇一次領取25美元，而非每張抽取四分之一的方式。雖然在唱片大賣之後，Skip Moore有打官司要求拿到更多錢，不過都以敗訴收場。

## 成員
投機者自1958年成軍至今已超過50年，來去的成員相當多，停留時間較長者如下：
- Don Wilson:1958年-現在，創始人之一。
- Bob Bogle：1958年-2009，創始人之一，因過世而退出。
- 喬治·巴比特（英语：George T. Babbitt, Jr.）：1959年，鼓手，因未成年，無法進入酒吧與夜總會表演而退出樂團，後為美國空軍四星上將。
- Nokie Edwards：1960-1968(第一次)，1972-1985(第二次)，2005-2012(第三次)
- Skip Moore：1960年，鼓手
- Howie Johnson：1960-1962，鼓手
- Mel Taylor：1963-1973(第一次)，1979-1996(第二次)，鼓手
- Gerry McGee：1968-1972(第一次)，1985-現在(第二次)
- John Durrill：1969-1972，鍵盤手
- Joe Barile：1973-1979，鼓手
- Leon Taylor：1996-現在，鼓手，Mel Taylor之子
- Bob Spalding：2005-現在，低音吉他

## 外部連結
- 官網 （页面存档备份，存于）（英文）
- 摇滚名人堂上的投機者樂團（英文）